# Elephants Catania 2019
Questa voce raccoglie le informazioni riguardanti gli Elephants Catania nelle competizioni ufficiali della stagione 2019.

## Roster
| Roster degli Elephants Catania (2019) |
| --- |
| Quarterback - 1 Dario Cipolla Running Back - 36 Federico Jelo - 2 Matteo Castello - 37 Enrico Lombardo - 27 Livio Lo Faro Wide Receiver - 42 Giuseppe Barbarino - 12 L.J. Jamaine Jomo - 88 S. Crocella - 7 Piero Vendemmia - 81 Gabriele Bonaccorsi - 24 Lorenzo Lo Faro Tight End - 11 Giuseppe Corsaro Offensive Linemen - 70 S. Guttadauro - 69 G. Zambrano - 50 Andrea Pagano - 51 Francesco Virlinzi Defensive Linemen - 90 Fabio Scuto DE - 75 Andrea Maugeri NG - Lee Grayson DE - 54 Paolo Monello (giocatore di football americano) - 47 Samuele Fichera DE - M. Tuttolomondo Linebacker - 23 Marcello Milioti OLB - 55 Dario Corrao - 57 Dario Privitera Defensive Back - 9 Giovanni d'Agostino S - 33 Smart Ohazuruike CB - 18 Mario Vendemmia CB - 30 G. Guttadauro Special Team Coaching staff Renato Gargiulo (HC) · Gianmarco Pecoraro (DC) · Rodrigo Rios Martinez (OC) · Fortunato Camarda (AOC) · Claudio Caruso (ADC) · Stefano di Tunisi (Prep. atl.) |

## Campionato Italiano Football a 9 FIDAF 2019

### Stagione regolare
| Catania 24 febbraio 2019, ore 14:10 | Elephants Catania | 23 – 2 (14-0 0-2 0-0 9-0) referto | Achei Crotone | Campo Sportivo CUS (100 spett.)\| Arbitro: \| Cuppari \| |
| Arbitro:                            | Cuppari           |                                   |               |                                                          |

| Mascalucia 3 marzo 2019, ore 12:00 | Elephants Catania | 34 – 13 (0-0 7-0 13-0 14-13) referto | Navy Seals Bari | Stadio Bonaiuto Somma (200 spett.)\| Arbitro: \| A. Chiello \| |
| Arbitro:                           | A. Chiello        |                                      |                 |                                                                |

| Barletta 16 marzo 2019, ore 20:30 | Mad Bulls Barletta | 40 – 0 (6-0 10-0 7-0 17-0) referto | Elephants Catania | C.S. Manzi-Chiapulin (150 spett.) |

| Crotone 31 marzo 2019, ore 12:40 | Achei Crotone | 30 – 22 (0-0 16-0 6-14 8-8) referto | Elephants Catania | Achei Field (100 spett.)\| Arbitro: \| A. Chiello \| |
| Arbitro:                         | A. Chiello    |                                     |                   |                                                      |

| Bari 14 aprile 2019, ore 12:06 | Navy Seals Bari | 6 – 21 (6-0 0-14 0-7 0-0) referto | Elephants Catania | Stadio della Vittoria (20 spett.)\| Arbitro: \| E. di Battista \| |
| Arbitro:                       | E. di Battista  |                                   |                   |                                                                   |

| Mascalucia 12 maggio 2019, ore 12:00 | Elephants Catania | 8 – 34 (0-14 0-0 0-0 8-20) referto | Mad Bulls Barletta | Stadio Bonaiuto Somma |

### Playoff
| Chiavari 2 giugno 2019, ore 11:55 | Predatori Golfo del Tigullio | 21 – 6 (0-0 6-0 15-0 0-6) referto | Elephants Catania | C.S. Daneri (200 spett.)\| Arbitro: \| Garlaschi \| |
| Arbitro:                          | Garlaschi                    |                                   |                   |                                                     |

## Statistiche di squadra
| Competizione | %Vittorie | In casa | In casa | In casa | In casa | In casa | In casa | In trasferta | In trasferta | In trasferta | In trasferta | In trasferta | In trasferta | Totale | Totale | Totale | Totale | Totale | Totale |
| Competizione | %Vittorie | G       | V       | N       | P       | Pf      | Ps      | G            | V            | N            | P            | Pf           | Ps           | G      | V      | N      | P      | Pf     | Ps     |
| ------------ | --------- | ------- | ------- | ------- | ------- | ------- | ------- | ------------ | ------------ | ------------ | ------------ | ------------ | ------------ | ------ | ------ | ------ | ------ | ------ | ------ |
| Campionato   | .500      | 3       | 2       | 0       | 1       | 65      | 49      | 3            | 1            | 0            | 2            | 43           | 76           | 6      | 3      | 0      | 3      | 108    | 125    |
| Playoff      | .000      | 0       | 0       | 0       | 0       | 0       | 0       | 1            | 0            | 0            | 1            | 6            | 21           | 1      | 0      | 0      | 1      | 6      | 21     |
| Totale       | .429      | 3       | 2       | 0       | 1       | 65      | 49      | 4            | 1            | 0            | 3            | 49           | 97           | 7      | 3      | 0      | 4      | 114    | 146    |

## Statistiche personali

### Marcatori
| Giocatore       | Ruolo | TD rush | TD recv | TD int | TD p.ret | TD k.ret | TD oth | Xp1 | Xp2 | FG  | Saf | Totale |
| --------------- | ----- | ------- | ------- | ------ | -------- | -------- | ------ | --- | --- | --- | --- | ------ |
| E. Lombardo     |       | 6+1     | 0+0     | 0+0    | 0+0      | 0+0      | 0+0    | 0+0 | 3+0 | 0+0 | 0+0 | 48     |
| D. Cipolla      |       | 3       | 0       | 0      | 0        | 0        | 0      | 0   | 0   | 0   | 0   | 18     |
| G. Bonaccorsi   |       | 0       | 2       | 0      | 0        | 0        | 0      | 0   | 0   | 0   | 0   | 12     |
| F. Jelo         |       | 0       | 1       | 0      | 0        | 0        | 0      | 0   | 1   | 0   | 0   | 8      |
| P. Vendemmia    |       | 0       | 1       | 0      | 0        | 0        | 0      | 1   | 0   | 0   | 0   | 7      |
| G. Corsaro      |       | 0       | 1       | 0      | 0        | 0        | 0      | 0   | 0   | 0   | 0   | 6      |
| G. d'Agostino   |       | 0       | 0       | 1      | 0        | 0        | 0      | 0   | 0   | 0   | 0   | 6      |
| J. Lewis Junior |       | 0       | 0       | 0      | 0        | 0        | 0      | 0   | 2   | 0   | 0   | 4      |
| Li. Lo Faro     |       | 0       | 0       | 0      | 0        | 0        | 0      | 3   | 0   | 0   | 0   | 3      |
| Team            |       | 0       | 0       | 0      | 0        | 0        | 0      | 0   | 0   | 0   | 1   | 2      |

### Passer rating
| Giocatore       | G   | Att   | Comp  | Int | Yds     | TD  | NFL    | NCAA   |
| --------------- | --- | ----- | ----- | --- | ------- | --- | ------ | ------ |
| J. Lewis Junior | 2+1 | 33+23 | 12+11 | 3+1 | 155+142 | 2+0 | 40,55  | 83,12  |
| D. Cipolla      | 4   | 70    | 18    | 4   | 231     | 2   | 26,55  | 51,43  |
| E. Lombardo     | 1   | 1     | 1     | 0   | 4       | 1   | 122,92 | 463,60 |